# Landesamt für Verfassungsschutz Bremen
Das Landesamt für Verfassungsschutz Bremen (LfV HB) ist die Landesbehörde für Verfassungsschutz des Landes Bremen. Leiter ist seit dem 1. Mai 2023 Thorge Koehler. Die Behörde wird von dem Senator für Inneres (Abteilung IV) beaufsichtigt. 

## Rechtsgrundlagen
Das Landesamt für Verfassungsschutz der Freien Hansestadt Bremen arbeitet mit seinen Mitarbeitern auf den Grundlagen des Bundesverfassungsschutzgesetzes (BremVerfSchG), des Bremischen Sicherheitsüberprüfungsgesetzes (BremSÜG), dem Antiterrordateigesetz (ATDG) und dem Artikel 10-Gesetz (G 10). Die Zusammenarbeit erfolgt mit den weiteren Landesbehörden für Verfassungsschutz. Durch die gesetzliche Regelung des Bundesverfassungschutzgesetzes (BVerfSchG) bleibt der Datenschutz des Bürgers gewahrt und obliegt dem Verhältnismäßigkeitsprinzip. Die Sicherheitsüberprüfung von Personen ist ausschließlich auf gesetzlicher Grundlage erlaubt. Die Voraussetzung einer Überprüfung finden sich im Bremischen Sicherheitsüberprüfungsgesetz.

## Aufgaben
Die freiheitliche demokratische Grundordnung zu gewährleisten und zu schützen ist primäres Ziel des Verfassungsschutzes im Lande Bremen, zugleich die Sicherheit des Bundes und der Länder. Diesbezüglich sammelt und wertet das Landesamt für Verfassungsschutz der Freien Hansestadt Bremen Informationen auch mit nachrichtendienstlichen Mitteln über Bestrebungen gegen die freiheitliche demokratische Grundordnung. Dazu zählen die Phänomenbereiche Rechtsextremismus, Linksextremismus, Ausländerextremismus, Fundamentalismus jeglicher Ausprägung und die Scientology-Organisation. Auch die Spionageabwehr fällt in die Aufgaben des LfV Bremen. Der Verfassungsschutz ist ein Element der wehrhaften Demokratie. Die Erkenntnisse des LfV werden im jährlich erscheinenden Verfassungsschutzbericht veröffentlicht.

## Kontrolle
Die Kontrolle des Landesamtes für Verfassungsschutz der Freien und Hansestadt Bremen obliegt unter anderem der Parlamentarischen Kontrollkommission der Bremischen Bürgerschaft, den Gerichten und dem Bremer Datenschutzbeauftragten.

## Haushalt und Personal
Für das Haushaltsjahr 2024 waren dem Bremer Verfassungsschutz 72 Mitarbeiterstellen zugewiesen. Im gleichen Zeitraum verfügte die Behörde über ein Budget von 6,2 Millionen Euro. Davon wurden 4,3 Millionen Euro für Personal, 1,4 Millionen Euro für Sachmittel und 478.065 Euro für investive Ausgaben aufgewendet.

## Geschichte
Im Oktober 1949 beschloss der Senat der Freien Hansestadt Bremen die Einrichtung einer Behörde, aus der später das LfV hervorging. 1954 waren 24 Mitarbeiter in der Behörde beschäftigt. Der erste Amtsleiter war der Polizist und Gewerkschafter Heinz Klemmer. Der eigentliche Experte für die nachrichtendienstliche Tätigkeit war sein Stellvertreter Hans Meisner. Er sollte 1955 zum Militärischen Abschirmdienst (MAD) wechseln und die Schule für Nachrichtenwesen der Bundeswehr aufbauen.